# Stadtteilschule am Heidberg
Die Stadtteilschule am Heidberg ist eine staatliche Stadtteilschule im Hamburger Stadtteil Langenhorn, die als zertifizierte „Eliteschule des Fußballs“ ein besonderes Sportangebot hat.

## Geschichte
Eine Vorläuferschule nahm 1947 den Betrieb in Räumen der ehemaligen Waffen-SS-Kaserne Langenhorn auf, die nach Kriegsende als Krankenhaus Heidberg genutzt wurde. Diese Schule war wegen des Zuzugs und der Siedlungsneubauten in Langenhorn zunehmend überlastet, so dass Schulsenator Heinrich Landahl den Neubau einer „Schule Am Heidberg“ zusagte. Baubeginn war 1951, die neue Schule wurde am 20. Mai 1952 eröffnet, 1952 gilt auch in der Traditionsüberlieferung der Schule als Gründungsjahr.
Im Herbst 1992 genehmigte die Hamburger Schulbehörde die Umwandlung der Haupt- und Realschule am Heidberg zur Gesamtschule, zum Beginn des Schuljahres 1993/1994 werden die ersten Gesamtschüler eingeschult.
2009 wurde die Gesamtschule am Heidberg zusammen mit dem benachbarten Gymnasium Heidberg vom DFB erstmals als Eliteschule des Sports zertifiziert.
Zum Beginn des Schuljahres 2010/2011 wurde die Gesamtschule am Heidberg im Rahmen der Hamburger Schulreform in eine Stadtteilschule umgewandelt, ihre Primarstufe wurde dabei als selbständige Grundschule abgetrennt.
2019 wurden für diese Schule sowie für die benachbarte Grundschule Mensen sowie Fachklassenräume geschaffen.
2022 hat sich die Sekundarstufe II (Oberstufe) der Stadtteilschule am Heidberg von der Oberstufe der Fritz-Schumacher-Schule getrennt. Die Schulen hatten vorher eine Oberstufe gebildet, die Oberstufe Foorthkamp hieß. Die Oberstufe der Stadtteilschule am Heidberg soll in den nächsten Jahren an den Heidberg umziehen.

## Standorte und Architektur
Die Schule hat zwei Standorte, einen am Foorthkamp 42 und einen an der Tangstedter Landstraße 300. Hier befinden sich das Sekretariat sowie die Unterrichtsgelände der Sekundarstufe I (Jahrgangsstufen 5–10). Am Foorthkamp gibt es nur die Sekundarstufe II.

Einige der Schulgebäude des Hauptstandortes werden mit dem Gymnasium Heidberg und der Grundschule am Heidberg geteilt. Dazu gehören die Fachklassenräume, die mit dem Gymnasium geteilt werden, die Sporthalle, die mit der Grundschule geteilt wird, sowie die Mensa, die beim Bau in zwei abgegrenzte Bereiche aufgeteilt wurde. Zudem gibt es auch Klassenräume, die sich in geteilten Gebäuden befinden.

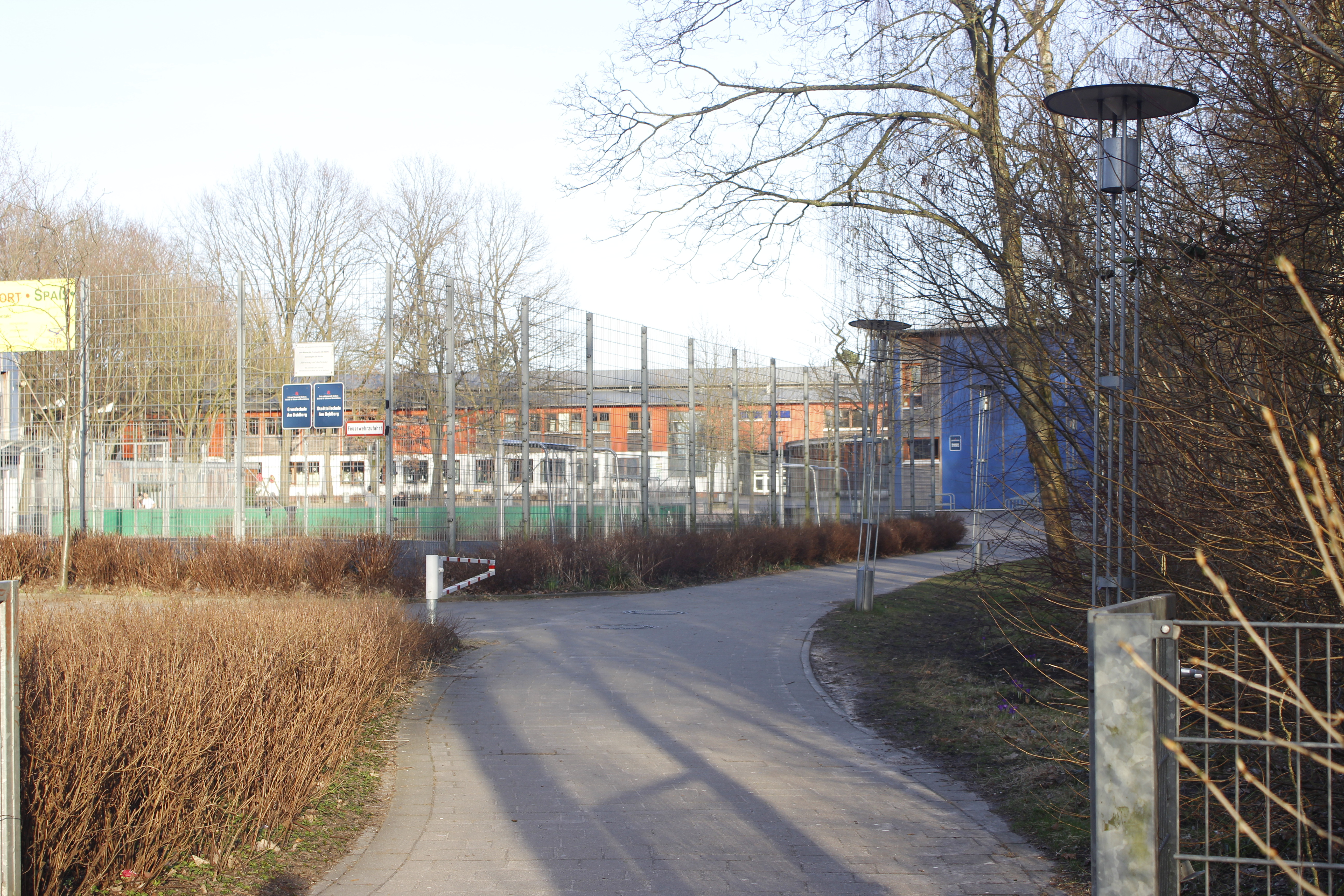
Haupteingang der Stadtteilschule am Heidberg

## Schulprofil
Die Eliteschule des Fußballs ermöglicht es Kindern und Jugendlichen neben der Schulbildung, eine sportliche Ausbildung in einem Partnerverein auszuüben. Der Partner der Stadtteilschule am Heidberg ist der HSV.

## Auszeichnungen
- alles>>könner[9]
- Digitale Schule
- Digitaler Wandel: Hamburgs beste Schule 2019[10]
- Eliteschule des Fußballs[11]
- Gesunde Schule
  - 2018/19: Vermeidung von Lebensmittelverschwendung
  - 2019/20: Neubau der Mensa
  - 2020/21: Bewegungsförderung
  - 2021/22: Schulverpflegung und Ernährungsbildung
- Hamburger Bildungspreis
  - 2019: Be-aN-Expert
- Klimasschule 2021–22
- Kulturschule
- Kunstpioniere
- MINT-freundliche Schule
- Schule ohne Rassismus – Schule mit Courage
- Sportbetonte Schule
- Starke Schule

## Kooperationspartner
- App Camps: Als eine Pilotschule haben Schüler der Stadtteilschule am Heidberg mit Experten vor Ort in den Wahlpflichtkursen Medien und Informatik ab Jahrgang 7 und in der IVK u. a. eigene Spiele, Apps und Websites entwickelt.
- Der SiB-Club ist auf dem Gelände der Stadtteilschule zu Hause. Während der Unterrichts- und Pausenzeiten gibt es dort Bewegungsangebote. Die Stadtteilschule arbeitet eng mit dem SiB-Club zusammen, beispielsweise im Rahmen der Assistentenausbildungen oder zur Vorbereitung und Durchführung von (Sport-)Veranstaltungen.

## Persönlichkeiten
Schulleitung
- Gertrude Bauer (1913–1993), erste Leiterin der Schule am Heidberg[12]
- Claus Lehmann-Grube (1928–1986[13]), Schulleiter der Schule am Heidberg bis 1986
- Gerhard Kolz, Schulleiter der Gesamtschule am Heidberg von 1986 bis 2009[2]
- Helga Smits, Schulleiterin der Stadtteilschule am Heidberg 2009 bis 2023[2][14]
- Philipp Semerak, Schulleiter der Stadtteilschule am Heidberg seit 2023[15][14]

Bekannte ehemalige Schüler
- Josha Vagnoman (* 2000), Fußballspieler
- Jonathan Tah (* 1996), Fußballspieler
- Shkodran Mustafi (* 1992), Fußballspieler
- Änis Ben-Hatira (* 1988), Fußballspieler
- Raphael Wolf (* 1988), Fußballspieler
- Rouwen Hennings (* 1987), Fußballspieler[16]